# 泰陶
泰陶是德国巴伐利亚州的一个市镇。总面积23.81平方公里，总人口2252人，其中男性1129人，女性1123人（2011年12月31日），人口密度95人/平方公里。